# Medjed
Medjed – szczyt w paśmie Durmitor, w Górach Dynarskich, położony w Czarnogórze. Leży na północny wschód od Bobotov Kuk.